# Burkhardt (Familienname)
Burkhardt ist ein deutscher Familienname. Zu Herkunft und Bedeutung siehe Burkhard.

## Namensträger

### A
- Adolf Burkhardt (Pfarrer) (1929–2004), deutscher Pfarrer
- Adolf Burkhardt (Musiker) (1934–2002), Schweizer Musiklehrer und Dirigent, siehe Gymnasium Neufeld #Musik
- Albert G. Burkhardt (1934–2019), deutscher Chemigraf und Hochschullehrer
- Alfred Burkhardt (* 1931), deutscher Fußballspieler
- Armin Burkhardt (* 1952), deutscher Germanist und Hochschullehrer
- Arthur Burkhardt (Konstrukteur) (1857–1918), deutscher Ingenieur und Konstrukteur
- Arthur Burkhardt (Manager) (1905–1990),  deutscher Ingenieur und Manager

### B
- Brigitte Burkhardt (1920–2022), deutsche Goldschmiedin

### C
- Carl August Hugo Burkhardt (1830–1910), deutscher Archivar und Historiker
- Chrisanna Burkhardt (* 1949), österreichische Liedtexterin und Buchautorin
- Christiane Burkhardt (* 1966), deutsche Übersetzerin

### D
- Delara Burkhardt (* 1992), deutsche Politikerin (SPD), MdEP
- Dieter Burkhardt (* 1955), deutscher Radrennfahrer und Unternehmer
- Dietrich Burkhardt (1928–2010), deutscher Zoologe
- Dominik Burkhardt (* 1977), deutscher Leichtathlet

### E
- Eberhard Burkhardt (* 1946), deutscher Veterinärmediziner und Hochschullehrer
- Ernst Burkhardt (* 1930), Schweizer Fotograf

### F
- Felix Burkhardt (1888–1973), deutscher Statistiker und Hochschullehrer
- Filip Burkhardt (* 1987), polnischer Fußballspieler
- Florian Burkhardt (electroboy; * 1974), Schweizer Model, Webdesigner und Partyveranstalter
- François Burkhardt (* 1936), Schweizer Architekt, Autor, Kurator, Designer und Architekturtheoretiker
- Friedemann Burkhardt (* 1961), deutscher evangelischer Theologe und Forscher
- Friedrich Burkhardt (1890–nach 1950), deutscher Gewerkschaftsfunktionär und KZ-Häftling
- Fritz Burkhardt (1900–1983), deutscher Maler

### G
- Georg Burkhardt (1484–1545), deutscher Reformator, siehe Georg Spalatin
- Georg Burkhardt (Mediziner) (1876–1959), deutscher Mediziner
- Georg Burkhardt (Prähistoriker) (1876–1967), deutscher Studiendirektor, Prähistoriker und Heimatforscher
- Georg Burkhardt (Politiker) (1884–1962), deutscher Lehrer und Mitglied des Provinziallandtages der Provinz Hessen-Nassau
- Georg Ferdinand Burkhardt (1809–1872), deutscher Landwirt und Politiker
- Gerd Burkhardt (1913–1969), Physiker
- Gerhard Burkhardt (Mediziner) (1910–1978), deutscher Mediziner
- Gerhard Burkhardt (Literaturwissenschaftler) (1920–2004), deutscher Literaturwissenschaftler und Biograf
- Gerhard Burkhardt (Leichtathlet), deutscher Leichtathlet
- Gernot Burkhardt, deutscher Astronom
- Gisela Burkhardt-Holicki (* 1953), deutsche Wirtschaftswissenschaftlerin und Politikerin
- Günter Burkhardt (Pro Asyl) (* 1957), Geschäftsführer des Vereins Pro Asyl e.V.
- Günter Burkhardt (Spieleautor) (* 1961), deutscher Spieleautor

### H
- Hans Burkhardt (Politiker) (1891–1948), deutscher Politiker (NSDAP)
- Hans Burkhardt (Maler) (Hans Gustav Burkhardt; 1904–1994), schweizerisch-amerikanischer Maler
- Hans Burkhardt (Mediziner) (1904–1999), deutscher Psychiater, Anthropologe, Neurologe und Schriftsteller
- Hans Burkhardt (Widerstandskämpfer) (1911–2000), deutscher Gewerkschafter und Widerstandskämpfer gegen das NS-Regime
- Hans Burkhardt (Heimatforscher) (1928–2020), deutscher Heimatforscher
- Hans Burkhardt (Philosoph) (1936–2015), deutscher Philosoph und Mediziner
- Hans Burkhardt (Informatiker) (* 1944), deutscher Informatiker und Hochschullehrer
- Heinrich Burkhardt (Mathematiker) (1861–1914), deutscher Mathematiker
- Heinrich Burkhardt (Maler) (1904–1985), deutscher Maler
- Helmut Burkhardt (1939–2022), deutscher evangelischer Theologe
- Helmuth Burkhardt (1903–1984), deutscher Bergbaufachmann, Bergassessor, Vorsitzender des Aufsichtsrats des Eschweiler Bergwerkvereins
- Henriette Schmidt-Burkhardt (1926–2014), deutsche Unternehmerin und Mäzenin
- Henry Burkhardt (* 1930), deutscher Missionar und Kirchenpräsident
- Hermann Burkhardt (Mediziner) (1847–1907), deutscher Mediziner
- Hermann von Burkhardt (1861–1942), deutscher General
- Hermann Burkhardt (Journalist) (1910–2003), deutscher Journalist und Politiker (KPD/SED)
- Hilde Böhme-Burkhardt (1915–1963), deutsche Malerin und Grafikerin
- Horst Burkhardt (* 1938), deutscher Motorradrennfahrer

### I
- Ingolf Burkhardt (* 1963), deutscher Jazzmusiker

### J
- Joachim Burkhardt (1933–2012), deutscher Fernsehjournalist, Schriftsteller und Dramatiker
- Johann Georg Burkhardt (1822–1875), Schweizer Politiker, Regierungsrat Thurgau
- Johann Gottlob Ernst Burkhardt (1812–nach 1873), deutscher Autor von Schulbüchern
- Johann Leopold Burkhardt (1673–1741), deutscher Orgelbauer in Böhmen
- Johannes Burkhardt (Maler) (1929–2022), deutscher Maler und Zeichner
- Johannes Burkhardt (1943–2022), deutscher Historiker und Hochschullehrer
- Julia Burkhardt (* 1984), deutsche Historikerin

### K
- Karl Burkhardt (1910–1997), deutscher Verwaltungsjurist in Bayern
- Klaus Burkhardt (Grafiker) (1928–2001), deutscher Grafiker
- Klaus Burkhardt (Diplomat) (* 1947), deutscher Diplomat
- Konrad Burkhardt (1894–1978), deutscher Landrat (CDU)
- Kurt Burkhardt (1915–1993), deutscher Politiker (DBD)
- Kurt Burkhardt (SS-Mitglied) (1912–1942), deutscher SS-Obersturmführer und Kriminalkommissar
- Kurt Burkhardt (Künstler)  (* 1937), Schweizer Bildhauer und Maler

### L
- Leonard Burkhardt (* 1997), deutscher Schauspieler
- Ludwig Burkhardt (Mediziner, 1872) (1872–1922), deutscher Chirurg
- Ludwig Burkhardt (Mediziner, 1903) (1903–1993), deutscher Pathologe

### M
- Marcin Burkhardt (* 1983), polnischer Fußballspieler
- Margarete Burkhardt, Geburtsname von Margarete Wulff (* 1937), deutsche Badmintonspielerin
- Martha Burkhardt (1874–1956), Schweizer Malerin, Zeichnerin, Illustratorin, Fotografin, Autorin und Sozialfürsorgerin
- Martin Burkhardt (Politiker) (1898–1977), deutscher Politiker und Heimatforscher
- Martin Burkhardt (Historiker) (* 1962), deutscher Historiker und Archivar
- Martin Burkhardt (Künstler) (* 1967), deutscher Maler, Grafiker und Raumkünstler

### N
- Nadin Burkhardt (* 1975), Klassische Archäologin
- Nico Burkhardt (* 1984), deutscher Koch
- Nicolas Burkhardt (* 1980), deutscher Geschäftsmann

### O
- Otto Paul Burkhardt (* 1952), deutscher Autor und Kulturjournalist

### P
- Paul Burkhardt (Architekt) (1848/1849–1928), deutscher Architekt
- Paul Burkhardt (Redakteur) (1894–1967), deutscher Redakteur, Brotfabrikant und Anthroposoph
- Peter Burkhardt (* 1949), deutscher Förster, Jäger, Fotograf, Autor und Chronist

### R
- Richard Paul Burkhardt-Untermhaus (1883–1963), deutscher Landschaftsmaler und Grafiker
- Robert Burkhardt (1874–1954), deutscher Heimatforscher
- Rolf Burkhardt (1920–2018), deutscher Internist, Osteologe und Hochschullehrer
- Rudolf Burkhardt (Ingenieur) (Rudolf Karl Bruno Burkhardt; 1911–2009), deutscher Ingenieur und Hochschullehrer
- Rudolf Burkhardt (Maler) (1894–1969), deutscher Maler, Grafiker und Architekt
- Rudolf Burkhardt (Mediziner) (Otto Rudolf Burkhardt; 1930–2001),  deutscher Mediziner und Musiktherapeut
- Rudolf Schmidt-Burkhardt (vor 1930–1980), deutscher Unternehmer
- Ruth Glowa-Burkhardt (1918–1971), deutsche Theater- und Opernsängerin

### S
- Siegfried Burkhardt (1930–2013), deutscher Fußballspieler
- Stefan Burkhardt (* 1976), deutscher Historiker
- Stefanie Burkhardt (* 1999), Schweizer Unihockeyspielerin
- Steffen Burkhardt (* 1977), deutscher Kommunikationswissenschaftler

### T
- Theodor Burkhardt (1905–1958), deutscher Fußballspieler
- Thorsten Burkhardt (* 1981), deutscher Fußballspieler
- Toni Burkhardt (* 1979), deutscher Theaterregisseur
- Torsun Burkhardt (1974–2023), deutscher Musiker

### U
- Ulrich Burkhardt (1951–1997), deutscher Dramaturg und Intendant

### V
- Volker Bernd Burkhardt (* 1943), deutscher Schlagersänger, Musikverleger, Anwalt und Notar; siehe Mark Ellis (Sänger)

### W
- Walter Burkhardt (1923–2015), deutscher Informatiker und Hochschullehrer
- Werner Burkhardt (1928–2008), deutscher Musikjournalist und Theaterkritiker
- Wilhelm Burkhardt (1889–?), deutscher Schriftkünstler und Kalligraph
- Wolfgang Burkhardt (1921–1989), deutscher Chemiker, Physiker und Hochschullehrer